# Grupo SM

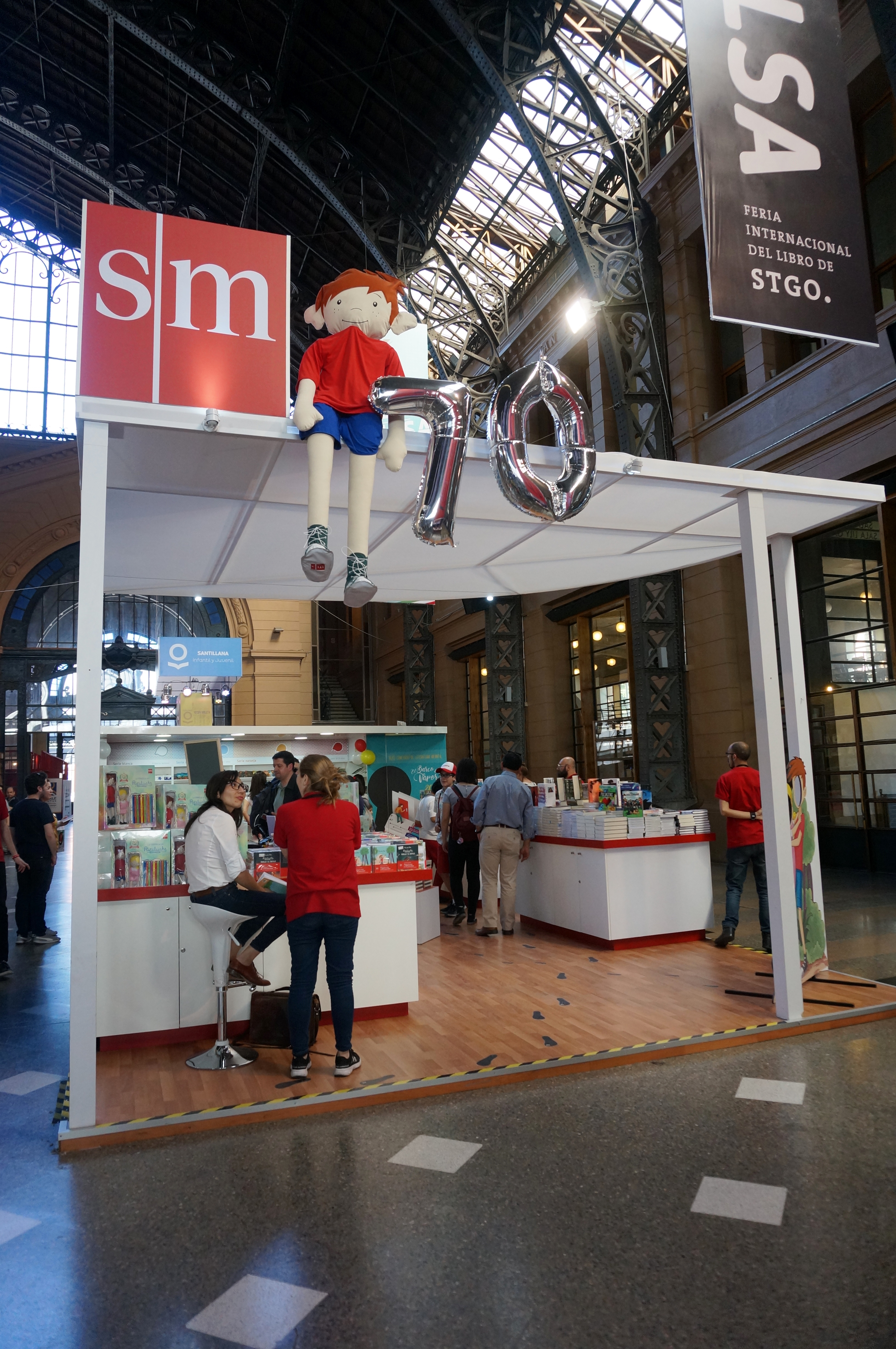
Stand de la editorial SM en la FILSA 2017

El Grupo SM es una editorial española especializada en la publicación de materiales educativos y de literatura infantil, juvenil y religiosa (bajo el sello PPC), con fuerte presencia en Iberoamérica. Actualmente, el Grupo SM está presente en Argentina, Brasil, Chile, Colombia, España, México, Perú, Puerto Rico y República Dominicana.
Con un catálogo de más de 9000 títulos, incluye colecciones como El Barco de Vapor y Gran Angular, además de otras de narrativa, conocimiento y divulgación; libros de texto y material didáctico para profesores y alumnos, también en formatos digitales; métodos de enseñanza de idiomas, diccionarios y libros de consulta y referencia; y publicaciones religiosas.

## Historia
La empresa matriz, Ediciones SM, fue fundada por los religiosos marianistas de España en los años 1940.
En 1977, con la idea de devolver a la sociedad los beneficios empresariales de la editorial, se constituye la Fundación Santa María, que posteriormente fue renombrada como Fundación SM, propietaria a partir de ese momento de Ediciones SM. Desde entonces, los beneficios empresariales del grupo se destinan a diferentes programas culturales y educativos de la fundación.[cita requerida]
En 2009, el Grupo SM tuvo unas ventas de 213 millones de euros, más de 20 millones de ejemplares vendidos y una plantilla de 1801 personas, de las cuales el 55% son mujeres.[cita requerida]